# Trichaptum subchartaceum
Trichaptum subchartaceum är en svampart som först beskrevs av William Alphonso Murrill, och fick sitt nu gällande namn av Leif Ryvarden 1972. Trichaptum subchartaceum ingår i släktet Trichaptum och familjen Polyporaceae.   Inga underarter finns listade i Catalogue of Life.